# 1630
Il 1630 (MDCXXX in numeri romani) è un anno  del XVII secolo.

## Eventi
- Grande epidemia di peste nel Nord Italia
- 18 luglio – Carlo di Nevers si arrende alle truppe imperiali, che pongono fine all'assedio di Mantova ed iniziano a saccheggiarla.
- 13 ottobre – Con il Trattato di Ratisbona Ferdinando II approva la successione di Carlo di Nevers al ducato di Mantova.
- Novembre – Nell'ambientazione storica de I promessi sposi di Alessandro Manzoni, si sposano i due personaggi protagonisti del romanzo, Lucia Mondella e Renzo Tramaglino.

## Nati

### Gennaio
- 16 gennaio - Guru Har Rai, mistico indiano († 1661)
- 17 gennaio - Johann Friedrich Schweitzer, alchimista e medico tedesco († 1709)
- 25 gennaio - Luigi VI d'Assia-Darmstadt († 1678)

### Febbraio
- 3 febbraio - Giovanni Rasini, vescovo cattolico italiano († 1672)
- 8 febbraio - Pierre-Daniel Huet, filosofo, storico e teologo francese († 1721)
- 12 febbraio - Cornelis Bisschop, pittore olandese († 1674)
- 19 febbraio - Shivaji († 1680)
- 27 febbraio - Roc Brasiliano, pirata olandese

### Marzo
- 10 marzo - Gilles-François de Gottignies, matematico, astronomo e gesuita belga († 1689)
- 13 marzo - Gottlieb Amadeus Windischgrätz, diplomatico austriaco († 1695)
- 24 marzo - José Sáenz de Aguirre, teologo e cardinale spagnolo († 1699)
- 28 marzo - Silvestro Valier, politico e diplomatico italiano († 1700)

### Aprile
- 7 aprile - Ulrik Christian Gyldenløve, generale danese († 1658)
- 11 aprile - Pedro de Salazar Gutiérrez de Toledo, cardinale e vescovo cattolico spagnolo († 1706)
- 21 aprile - Pieter van Roestraeten, pittore e disegnatore olandese († 1700)

### Maggio
- 3 maggio - Carlo Maria Maggi, scrittore e commediografo italiano († 1699)
- 6 maggio - Johan Hadorph, funzionario svedese († 1693)
- 25 maggio - Leopold Wilhelm von Königsegg-Rothenfels, nobile e politico tedesco († 1694)
- 29 maggio - Carlo II d'Inghilterra, sovrano inglese († 1685)
- 29 maggio - Margaret Hughes, attrice teatrale inglese († 1719)
- 29 maggio - Gregorio Leti, letterato italiano († 1701)

### Giugno
- 1º giugno - Carlo Barberini, cardinale italiano († 1704)
- 8 giugno - Wolf Caspar von Klengel, architetto e ingegnere tedesco († 1691)
- 10 giugno - Willem van Bemmel, pittore, incisore e disegnatore olandese († 1708)
- 24 giugno - Henry Cavendish, II duca di Newcastle-upon-Tyne, politico inglese († 1691)

### Luglio
- 4 luglio - Jean Raon, scultore e insegnante francese († 1707)
- 6 luglio - Marie-Madeleine d'Aubray, nobile e serial killer francese († 1676)
- 6 luglio - Niccolò Acciaiuoli, cardinale italiano († 1719)

### Agosto
- 1º agosto - Thomas Clifford, I barone Clifford di Chudleigh, politico britannico († 1673)
- 2 agosto - Stefano Douayhy, patriarca cattolico libanese († 1704)
- 6 agosto - Antonio Maria Bianchi, teologo e filosofo italiano († 1694)
- 20 agosto - Maria van Oosterwijck, pittrice olandese († 1693)

### Settembre
- 13 settembre - Olaus Rudbeck, scienziato e scrittore svedese († 1702)
- 17 settembre - Ranuccio II Farnese, duca († 1694)
- 27 settembre - Michele Antonio Vibò, arcivescovo cattolico italiano († 1713)

### Ottobre
- 6 ottobre - Luís de Sousa, cardinale e arcivescovo cattolico portoghese († 1702)
- 14 ottobre - Sofia del Palatinato († 1714)

### Novembre
- 18 novembre - Eleonora Gonzaga-Nevers, nobile († 1686)
- 24 novembre - Étienne Baluze, storico francese († 1718)
- 27 novembre - Sigismondo Francesco d'Austria, vescovo cattolico austriaco († 1665)

### Dicembre
- 5 dicembre - Sofia Augusta di Holstein-Gottorp, principessa († 1680)
- 5 dicembre - Jean de Santeul, poeta francese († 1697)
- 16 dicembre - Mary Capell, nobildonna inglese († 1715)
- 17 dicembre - Ekken Kaibara, scrittore, filosofo e botanico giapponese († 1714)
- 18 dicembre - Pirro Schettini, poeta italiano († 1678)
- 31 dicembre - Willem Doudijns, pittore, incisore e disegnatore olandese († 1697)

### Senza giorno specificato
- Callinico II di Costantinopoli, arcivescovo ortodosso greco († 1702)
- Lorenzo Adami, militare italiano († 1685)
- Salomon Adler, pittore prussiano († 1709)
- Biagio Aldimari, giurista italiano († 1713)
- Pietro Aquila, pittore e incisore italiano († 1692)
- Niccolò Pietro Bargellini, patriarca cattolico e diplomatico italiano († 1694)
- Isaac Barrow, matematico e teologo inglese († 1677)
- Giovanni Battista de Bellis, vescovo cattolico italiano († 1693)
- Ippolito II Bentivoglio, nobile italiano († 1685)
- Job Adriaenszoon Berckheyde, pittore olandese († 1693)
- Pjetër Bogdani, arcivescovo cattolico e scrittore albanese († 1689)
- Paolo Bonoli, storico e storiografo italiano († 1670)
- Hennig Brand, mercante e alchimista tedesco († 1692)
- William Bruce, I baronetto di Balcaskie, architetto scozzese († 1710)
- Louis Béchameil de Nointel, nobile francese († 1703)
- Antonio Caraccio, poeta italiano († 1702)
- Giovanni Stefano Caramia, pittore italiano († 1698)
- Josiah Child, economista e politico inglese († 1699)
- Caius Gabriel Cibber, scultore danese († 1700)
- Giovanni Antonio Dario, architetto italiano († 1702)
- Martial Desbois, incisore francese († 1700)
- Hans Ludwig Engel, avvocato austriaco († 1674)
- Stefano Erardi, pittore maltese († 1716)
- Andrea Falcone, scultore italiano († 1677)
- Johan Jacob Ferguson, matematico olandese († 1691)
- Agostino Franciotti, arcivescovo cattolico italiano († 1670)
- Francesco Frigimelica il Giovane, pittore italiano († 1699)
- Jacques Gabriel IV, architetto francese († 1686)
- Toussaint Gelton, pittore olandese († 1680)
- Manuel Godinho, missionario portoghese († 1712)
- Hendrik Hamel, esploratore olandese († 1692)
- Juan Henríquez de Villalobos, generale spagnolo († 1689)
- John Howe, teologo britannico († 1705)
- John Keith, I conte di Kintore, nobile scozzese († 1715)
- Elizabeth Key Grinstead,  statunitense († 1665)
- Mainfrain Lecomte, pittore e decoratore francese († 1705)
- John Lloyd, presbitero gallese († 1679)
- Alain Manesson Mallet, cartografo e ingegnere francese († 1706)
- Giovanni Antonio Mari, scultore italiano († 1661)
- Francesco De Marini, arcivescovo cattolico italiano († 1700)
- Peter van Mastricht, predicatore e teologo olandese († 1706)
- Jean Baptiste Mathey, architetto e pittore francese († 1695)
- Anselmo Micotti, storico italiano († 1695)
- Nicolaes Molenaer, pittore olandese († 1676)
- Matthias Nicoll, politico inglese († 1687)
- Carlo Pallavicino, compositore italiano († 1688)
- Filippo Parodi, scultore italiano († 1702)
- Charles Paulet, I duca di Bolton, nobile inglese († 1699)
- Popé,  nativo americano († 1688)
- Sten'ka Razin, militare e rivoluzionario russo († 1671)
- Jean Richer, astronomo francese († 1696)
- François de Rohan, nobile francese († 1712)
- Carl Borromäus Andreas Ruthart, pittore e religioso tedesco († 1703)
- Antonio Sartorio, compositore italiano († 1680)
- Andrea Seghizzi, pittore italiano († 1684)
- Gaudenzio Soldo, scultore italiano
- John Spencer, presbitero e teologo inglese († 1693)
- Antonio Spinelli, giurista e presbitero italiano († 1706)
- John Tillotson, arcivescovo anglicano e teologo britannico († 1694)
- Denis Vairasse, scrittore francese († 1672)
- Johanna Vergouwen, pittrice fiamminga († 1714)
- Jan Vermeer van Utrecht, pittore olandese
- Jacob Vrel, pittore olandese († 1680)
- Thomas Whetstone, corsaro, ufficiale e politico inglese
- Michael Willmann, pittore tedesco († 1706)
- Hans de Jode, pittore olandese († 1663)

## Morti

### Gennaio
- 9 gennaio - Juan de Zapata y Sandoval, religioso spagnolo (n. 1545)
- 16 gennaio - Adam Haslmayr, filosofo austriaco (n. 1562)
- 22 gennaio - Luigi Carafa della Stadera, IV principe di Stigliano, nobile italiano (n. 1567)
- 23 gennaio - Federico De Franchi Toso, doge (n. 1560)
- 26 gennaio - Henry Briggs, matematico britannico (n. 1561)

### Febbraio
- 12 febbraio - Fynes Moryson, esploratore e scrittore inglese (n. 1566)
- 12 febbraio - Gabriel Trejo y Paniagua, cardinale e arcivescovo cattolico spagnolo (n. 1562)
- 16 febbraio - Domenico di Gesù Maria, presbitero spagnolo (n. 1559)
- 26 febbraio - Carlo Barberini, militare e nobile italiano (n. 1562)
- 26 febbraio - William Brade, compositore, violinista e gambista inglese (n. 1560)

### Marzo
- 1º marzo - Tristano Martinelli, attore teatrale italiano (n. 1557)
- 6 marzo - Estêvão Cacella, missionario e esploratore portoghese (n. 1585)
- 14 marzo - Camillo Gavasetti, pittore italiano (n. 1596)
- 24 marzo - Isaiah Horowitz, rabbino e religioso boemo (n. 1565)
- 30 marzo - Fabrizio Bartoletti, anatomista e filosofo italiano (n. 1587)
- 30 marzo - Axel Kurck, militare finlandese (n. 1555)

### Aprile
- 2 aprile - George Talbot, IX conte di Shrewsbury, presbitero inglese (n. 1566)
- 3 aprile - Paolo Torelli, arcivescovo cattolico italiano (n. 1576)
- 3 aprile - Christopher Villiers, nobile inglese (n. 1593)
- 10 aprile - William Herbert, III conte di Pembroke, nobile e politico inglese (n. 1580)
- 13 aprile - Ludovico Francesco Gonzaga, militare italiano (n. 1602)
- 17 aprile - Cristiano I di Anhalt-Bernburg, principe (n. 1568)
- 19 aprile - Anne Dacre, nobildonna e poetessa inglese (n. 1557)
- 22 aprile - Agostino Ciampelli, pittore italiano (n. 1565)

### Maggio
- 9 maggio - Théodore Agrippa d'Aubigné, scrittore e poeta francese (n. 1552)
- 11 maggio - Johann Schreck, gesuita, naturalista e astronomo tedesco (n. 1576)
- 13 maggio - Francesco Nappi, pittore italiano
- 23 maggio - Hans Jordaens, pittore olandese

### Giugno
- 8 giugno - Alessandro Striggio, librettista italiano
- 10 giugno - Oda Nobuo, militare giapponese (n. 1558)
- 11 giugno - Giovanni Francesco Anerio, compositore e musicista italiano (n. 1569)
- 17 giugno - Ludovico Gonzaga, vescovo cattolico italiano (n. 1589)
- 22 giugno - Giulio Cesare Amidano, pittore italiano (n. 1566)
- 24 giugno - William Compton, I conte di Northampton, nobile inglese
- 28 giugno - Sante Creara, pittore italiano (n. 1571)
- 29 giugno - John Mundy, compositore e organista inglese
- 30 giugno - Baldassarre de' Nardis, religioso italiano (n. 1575)

### Luglio
- 3 luglio - Sigismondo Boldoni, scrittore e poeta italiano (n. 1597)
- 5 luglio - Heinrich Bocer, giurista e docente tedesco (n. 1561)
- 6 luglio - Francesco Giacinto Gonzaga, religioso italiano (n. 1616)
- 13 luglio - Giovanni Battista Deti, cardinale e vescovo cattolico italiano (n. 1580)
- 13 luglio - Matteo Zaccolini, pittore, presbitero e matematico italiano (n. 1574)
- 18 luglio - Francesco Orsini di Virginio, nobile e militare italiano
- 19 luglio - Daniele Crespi, pittore italiano
- 26 luglio - Giulio Cesare Angeli, pittore italiano
- 26 luglio - Carlo Emanuele I di Savoia, nobile italiano (n. 1562)
- 30 luglio - Pasquale Ottino, pittore italiano (n. 1578)

### Agosto
- 1º agosto - Federico Cesi, nobile, scienziato e naturalista italiano (n. 1585)
- 1º agosto - Gian Giacomo Mora, italiano (n. 1587)
- 1º agosto - Guglielmo Piazza, italiano
- 3 agosto - Federico I Gonzaga di Luzzara, nobile e militare italiano (n. 1581)
- 5 agosto - Ferrante II Gonzaga, nobile italiano (n. 1563)
- 5 agosto - Antonio Tempesta, pittore e incisore italiano (n. 1555)
- 10 agosto - Lorenzo Ratti, compositore e organista italiano
- 13 agosto - Alessandro Marzi Medici, arcivescovo cattolico italiano (n. 1557)
- 17 agosto - Isabella Gonzaga di Novellara, nobile italiana (n. 1578)
- 22 agosto - Giulio Mancini, medico, collezionista d'arte e scrittore italiano (n. 1559)
- 25 agosto - Bartolomeo Zucchi, presbitero, storico e letterato italiano (n. 1570)
- 27 agosto - Hendrick de Clerck, pittore fiammingo
- 28 agosto - Giovan Filippo Certani, nobile italiano (n. 1588)

### Settembre
- 2 settembre - Antonio Maria Crespi Castoldi, pittore italiano
- 4 settembre - Ottavio Leoni, pittore e incisore italiano (n. 1578)
- 14 settembre - Bernardo Cesi, gesuita e naturalista italiano (n. 1582)
- 16 settembre - Scipione Tolomei, letterato e scrittore italiano (n. 1553)
- 18 settembre - Melchior Khlesl, cardinale e vescovo cattolico austriaco (n. 1552)
- 20 settembre - Claudio Saracini, compositore e liutista italiano (n. 1586)
- 24 settembre - Carlo Günther di Schwarzburg-Rudolstadt, nobiluomo tedesco (n. 1576)
- 25 settembre - Ambrogio Spinola, generale italiano (n. 1569)
- 28 settembre - Ottavio Rossi, archeologo e poeta italiano (n. 1570)

### Ottobre
- 6 ottobre - Diego Fernández de Córdoba, I marchese di Guadalcázar, nobile spagnolo (n. 1578)
- 7 ottobre - Giovanni Battista Fontana, compositore e violinista italiano (n. 1589)
- 10 ottobre - John Heminges, attore teatrale britannico (n. 1556)
- 10 ottobre - Alessandro Mattei, abate e nobile italiano (n. 1574)
- 12 ottobre - Charles Le Beauclerc, politico e nobile francese (n. 1560)

### Novembre
- 5 novembre - Johann Liss, pittore tedesco (n. 1595)
- 5 novembre - Charles Malapert, astronomo, scrittore e gesuita belga (n. 1581)
- 14 novembre - Laura d'Este, nobildonna italiana (n. 1590)
- 15 novembre - Giovanni Keplero, astronomo, astrologo e matematico tedesco (n. 1571)
- 18 novembre - Rambaldo XIII di Collalto, condottiero italiano (n. 1579)
- 18 novembre - Esaias van de Velde, pittore e incisore olandese (n. 1587)
- 19 novembre - Antonio Brunelli, compositore italiano (n. 1577)
- 19 novembre - Johann Hermann Schein, compositore tedesco (n. 1586)
- 25 novembre - Fortunato Fedele, medico italiano (n. 1550)
- 29 novembre - Teodosio II di Braganza, duca portoghese (n. 1568)

### Dicembre
- 10 dicembre - Orazio Riminaldi, pittore italiano (n. 1593)
- 19 dicembre - Matsukura Shigemasa, militare giapponese (n. 1574)
- 21 dicembre - Giovanni Serodine, pittore svizzero
- 29 dicembre - Johannes Stalpaert van der Wiele, presbitero e poeta olandese (n. 1579)

### Senza giorno specificato
- Pietro Paolo Abate, pittore italiano (n. 1592)
- Alexis de Abreu, medico portoghese
- Miquel Agustí, religioso spagnolo (n. 1560)
- Giovanni Battista Albanese, scultore e architetto italiano (n. 1573)
- Girolamo Amati, liutaio italiano (n. 1561)
- Athittayawong, sovrano siamese (n. 1620)
- Angelo Badoer, politico e diplomatico italiano (n. 1565)
- Pietro Baschenis, pittore italiano
- Marcantonio Bassetti, pittore italiano (n. 1586)
- Thomas Bateson, organista e compositore inglese (n. 1570)
- Alessandro Bernabei, pittore italiano (n. 1580)
- Pier Antonio Bernabei, pittore italiano (n. 1567)
- Giovanni Andrea Bertanza, pittore italiano (n. 1570)
- Carlo Bocchineri, poeta italiano (n. 1569)
- Giorgio Botto, scultore e intagliatore italiano
- Giovanni Girolamo Bronziero, medico e storico italiano (n. 1577)
- Gabriele Caliari, pittore italiano (n. 1568)
- Giuseppe Carrera, pittore italiano
- Bernardino Cervi, pittore e incisore italiano
- Chetthathirat, sovrano siamese (n. 1613)
- Camillo Cortellini, compositore italiano (n. 1561)
- Cosimo Daddi, pittore italiano
- Mariangiola Criscuolo, pittrice italiana (n. 1548)
- Orazio Della Rena, politico italiano (n. 1564)
- Richard Dering, compositore inglese
- Giovan Giacomo Di Conforto, architetto e ingegnere italiano (n. 1569)
- Filippo Fabri, teologo, filosofo e religioso italiano (n. 1564)
- Fede Galizia, pittrice italiana
- Gervasio Gatti, pittore italiano
- Gianfrancesco Gonzaga di Novellara, ambasciatore e militare italiano
- Cristierno Gonzaga, nobile italiano (n. 1580)
- Alessandro Grandi, compositore italiano (n. 1590)
- Peter Isselburg, incisore, disegnatore e editore tedesco (n. 1580)
- Willem Janszoon, navigatore e esploratore olandese (n. 1570)
- Lucas Jennis, incisore e tipografo tedesco (n. 1590)
- Paolo Ligozzi, pittore italiano
- Giovanni Maggi, pittore e incisore italiano (n. 1566)
- Marcella Malaspina, nobile italiana
- Benedetto Marini, pittore italiano
- Valentino Martelli, architetto italiano
- Alessandro Mazenta, presbitero e architetto italiano (n. 1566)
- Giulio Cesare Monteverdi, compositore italiano (n. 1573)
- Carlo Antonio Procaccini, pittore italiano (n. 1571)
- Fabio Ronzelli, pittore italiano (n. 1560)
- Salamone Rossi, compositore e musicista italiano
- Tommaso Sandrino, pittore italiano (n. 1580)
- Giovanni Paolo II Sforza di Caravaggio, nobile italiano
- Pompeo Targone, ingegnere italiano (n. 1575)
- Tōdō Takatora, militare giapponese (n. 1556)
- Fabio Varese, poeta italiano
- Gaspare Vazzano, pittore italiano (n. 1562)
- Alessandro Vitali, pittore italiano (n. 1580)
- Yamada Nagamasa, militare e politico giapponese (n. 1590)
- Ludovico Zuccolo, scrittore e politico italiano (n. 1568)
- Baltazar Álvares, architetto e gesuita portoghese (n. 1560)

## Calendario
| Calendario 1630 | Calendario 1630 | Calendario 1630 | Calendario 1630 | Calendario 1630 | Calendario 1630 | Calendario 1630 | Calendario 1630 | Calendario 1630 | Calendario 1630 | Calendario 1630 | Calendario 1630 | Calendario 1630 | Calendario 1630 | Calendario 1630 | Calendario 1630 | Calendario 1630 | Calendario 1630 | Calendario 1630 | Calendario 1630 | Calendario 1630 | Calendario 1630 | Calendario 1630 | Calendario 1630 | Calendario 1630 | Calendario 1630 | Calendario 1630 | Calendario 1630 | Calendario 1630 | Calendario 1630 | Calendario 1630 | Calendario 1630 | Calendario 1630 |
| --------------- | --------------- | --------------- | --------------- | --------------- | --------------- | --------------- | --------------- | --------------- | --------------- | --------------- | --------------- | --------------- | --------------- | --------------- | --------------- | --------------- | --------------- | --------------- | --------------- | --------------- | --------------- | --------------- | --------------- | --------------- | --------------- | --------------- | --------------- | --------------- | --------------- | --------------- | --------------- | --------------- |
|                 | 1               | 2               | 3               | 4               | 5               | 6               | 7               | 8               | 9               | 10              | 11              | 12              | 13              | 14              | 15              | 16              | 17              | 18              | 19              | 20              | 21              | 22              | 23              | 24              | 25              | 26              | 27              | 28              | 29              | 30              | 31              |                 |
| Gennaio         | Ma              | Me              | Gi              | Ve              | Sa              | Do              | Lu              | Ma              | Me              | Gi              | Ve              | Sa              | Do              | Lu              | Ma              | Me              | Gi              | Ve              | Sa              | Do              | Lu              | Ma              | Me              | Gi              | Ve              | Sa              | Do              | Lu              | Ma              | Me              | Gi              |                 |
| Febbraio        | Ve              | Sa              | Do              | Lu              | Ma              | Me              | Gi              | Ve              | Sa              | Do              | Lu              | Ma              | Me              | Gi              | Ve              | Sa              | Do              | Lu              | Ma              | Me              | Gi              | Ve              | Sa              | Do              | Lu              | Ma              | Me              | Gi              |                 |                 |                 |                 |
| Marzo           | Ve              | Sa              | Do              | Lu              | Ma              | Me              | Gi              | Ve              | Sa              | Do              | Lu              | Ma              | Me              | Gi              | Ve              | Sa              | Do              | Lu              | Ma              | Me              | Gi              | Ve              | Sa              | Do              | Lu              | Ma              | Me              | Gi              | Ve              | Sa              | Do              |                 |
| Aprile          | Lu              | Ma              | Me              | Gi              | Ve              | Sa              | Do              | Lu              | Ma              | Me              | Gi              | Ve              | Sa              | Do              | Lu              | Ma              | Me              | Gi              | Ve              | Sa              | Do              | Lu              | Ma              | Me              | Gi              | Ve              | Sa              | Do              | Lu              | Ma              |                 |                 |
| Maggio          | Me              | Gi              | Ve              | Sa              | Do              | Lu              | Ma              | Me              | Gi              | Ve              | Sa              | Do              | Lu              | Ma              | Me              | Gi              | Ve              | Sa              | Do              | Lu              | Ma              | Me              | Gi              | Ve              | Sa              | Do              | Lu              | Ma              | Me              | Gi              | Ve              |                 |
| Giugno          | Sa              | Do              | Lu              | Ma              | Me              | Gi              | Ve              | Sa              | Do              | Lu              | Ma              | Me              | Gi              | Ve              | Sa              | Do              | Lu              | Ma              | Me              | Gi              | Ve              | Sa              | Do              | Lu              | Ma              | Me              | Gi              | Ve              | Sa              | Do              |                 |                 |
| Luglio          | Lu              | Ma              | Me              | Gi              | Ve              | Sa              | Do              | Lu              | Ma              | Me              | Gi              | Ve              | Sa              | Do              | Lu              | Ma              | Me              | Gi              | Ve              | Sa              | Do              | Lu              | Ma              | Me              | Gi              | Ve              | Sa              | Do              | Lu              | Ma              | Me              |                 |
| Agosto          | Gi              | Ve              | Sa              | Do              | Lu              | Ma              | Me              | Gi              | Ve              | Sa              | Do              | Lu              | Ma              | Me              | Gi              | Ve              | Sa              | Do              | Lu              | Ma              | Me              | Gi              | Ve              | Sa              | Do              | Lu              | Ma              | Me              | Gi              | Ve              | Sa              |                 |
| Settembre       | Do              | Lu              | Ma              | Me              | Gi              | Ve              | Sa              | Do              | Lu              | Ma              | Me              | Gi              | Ve              | Sa              | Do              | Lu              | Ma              | Me              | Gi              | Ve              | Sa              | Do              | Lu              | Ma              | Me              | Gi              | Ve              | Sa              | Do              | Lu              |                 |                 |
| Ottobre         | Ma              | Me              | Gi              | Ve              | Sa              | Do              | Lu              | Ma              | Me              | Gi              | Ve              | Sa              | Do              | Lu              | Ma              | Me              | Gi              | Ve              | Sa              | Do              | Lu              | Ma              | Me              | Gi              | Ve              | Sa              | Do              | Lu              | Ma              | Me              | Gi              |                 |
| Novembre        | Ve              | Sa              | Do              | Lu              | Ma              | Me              | Gi              | Ve              | Sa              | Do              | Lu              | Ma              | Me              | Gi              | Ve              | Sa              | Do              | Lu              | Ma              | Me              | Gi              | Ve              | Sa              | Do              | Lu              | Ma              | Me              | Gi              | Ve              | Sa              |                 |                 |
| Dicembre        | Do              | Lu              | Ma              | Me              | Gi              | Ve              | Sa              | Do              | Lu              | Ma              | Me              | Gi              | Ve              | Sa              | Do              | Lu              | Ma              | Me              | Gi              | Ve              | Sa              | Do              | Lu              | Ma              | Me              | Gi              | Ve              | Sa              | Do              | Lu              | Ma              |                 |